# Nestor Carbonell
Pour les articles homonymes, voir Carbonell.
Nestor Carbonell, né le 1er décembre 1967 à New York (États-Unis), est un acteur américain. Il est notamment connu pour son interprétation du mystérieux Richard Alpert dans la série télévisée Lost et du maire de Gotham City dans The Dark Knight et The Dark Knight Rises.

## Biographie
Nestor Carbonell est né à New York mais ses parents sont cubains. Plus tard, lui et ses parents déménagent au Venezuela, où il étudie à la British School of Caracas (en). Il retourne ensuite aux États-Unis et rentre à la Deerfield Academy (en), où il croise d'ailleurs la route de Matthew Fox, son futur collègue dans la série Lost. Enfin, il continue ses études à Harvard et y obtient un baccalauréat d'anglais.
Nestor Carbonell est marié depuis 2001 à l'actrice Shannon Kenny (en) avec qui il a deux fils, Rafael (né en 2002) et Marco (né en 2005). Il parle couramment espagnol.

## Filmographie

### Télévision
- 1991 : New York, police judiciaire (Law & Order) (série télévisée) : Stuart Carradine
- 1992 : Melrose Place (feuilleton TV) : Alex
- 1992 : Campus Show (A Different World) (série télévisée) : Malik Velasquez
- 1994 : Ray Alexander: A Taste for Justice (TV) : B.J.
- 1995 : Muscle (série télévisée) : Gianni
- 1996 : The John Larroquette Show (série télévisée) : Felicio
- 1996 : Susan ! (en) (Suddenly Susan) (série télévisée) : Luis Rivera
- 1998 : Les Dessous de Veronica (Veronica's Closet) (série télévisée) : Tony Tony
- 1998 : Encore! Encore! (série télévisée) : Marly Morrow
- 2000 : Noriega : L'Élu de Dieu (Noriega: God's Favorite) (TV) : Major Giroldi
- 2000 : Resurrection Blvd. (série télévisée) : Peter Terrano
- 2000 : Susan! (Suddenly Susan) (série télévisée) : Luis Rivera
- 2001 : Drôles de retrouvailles (These Old Broads) (TV) : Gavin
- 2002 : Static Choc (Static Shock) (série télévisée) : Garcia
- 2002 : Ally McBeal (série télévisée) : Miles Josephson
- 2003 : Division d'élite (The Division) (série télévisée) : Byron Johnson
- 2003 : The Tick (série télévisée) : Batmanuel
- 2004 : Monk (série télévisée) : Dalton Padron
- 2004 : Scrubs (Scrubs) (série télévisée) : Dr Ramirez
- 2004 : Century City (série télévisée) : Tom Montero
- 2005 : Fertile Ground (TV) : Gavin
- 2005 : La Ligue des justiciers (Justice League) (série télévisée) : El Diablo
- 2005 : Dr House (House M.D.) (série télévisée) : Jeffrey Reilich
- 2006 : La Vie avant tout (Strong Medicine) (série télévisée) : Jonas
- 2006 : Brandy et M. Moustache (série télévisée) : Tito
- 2006 : Commander in Chief (série télévisée) : Dr. Kyle Brock
- 2006 : Cold Case : Affaires classées (Cold Case) (série télévisée) : Mike Valens
- 2006 : Day Break (série télévisée) : Eddie Reyes
- 2007 : Me, Eloise (série télévisée)
- 2007 : American Dragon: Jake Long (série télévisée) : Cupid
- 2007 : Andy Barker, P.I. (série télévisée) : Dr Cey
- 2007 : Queens Supreme (série télévisée) : Benedetto
- 2007 : Kim Possible (série télévisée) : Señor Senior Jr.
- 2007 : Cane (série télévisée) : Frank Duque
- 2007-2010 : Lost : Les Disparus (Lost) (série télévisée) : Richard Alpert
- 2009 : Lost: The Story of the Oceanic 6 (TV) : Narrateur
- 2010 : Psych : Enquêteur malgré lui (série télévisée) : Declan Rand
- 2011 : Ringer (série télévisée) : l'agent Victor Machado
- 2013-2017 : Bates Motel (série télévisée) : le shérif Alex Romero
- 2014 : Person of Interest (série télévisée) : Matthew Reed (saison 3, épisode 19)
- 2014 : The Good Wife (série télévisée) : Daniel Irwin (saison 5, épisode 20)
- 2015 : Ray Donovan (série télévisée) : Blackwood (saison 3, épisode 5)
- 2018 : Midnight, Texas (série télévisée) : Kai Lucero (saison 2)
- 2019-2023 : The Morning Show (série Apple TV+) : Yanko Flores
- 2024 : Shogun (série Disney+) : Vasco Rodrigues

### Cinéma
- 1996 : Garage Sale : Max
- 2000 : Attention Shoppers : Enrique Suarez
- 2001 : Agua Dulce : Octavio
- 2001 : Jack the Dog : Jack the Dog
- 2001 : New Suits : Alan
- 2002 : Le Projet Laramie (The Laramie Project) : Moises Kaufman
- 2003 : Manhood : Jack
- 2005 : Adieu Cuba (The Lost City) : Luis Fellove
- 2006 : Mi$e à prix (Smokin' Aces) : Pasquale Acosta "S.A. Gerald Diego"
- 2008 : Killer Movie : Seaton
- 2008 : The Dark Knight : Le Chevalier noir (The Dark Knight) : le maire de Gotham
- 2012 : The Dark Knight Rises : le maire Garcia
- 2012 : Cristeros : Mayor Picazo
- 2016 : Imperium: Tom Hernandez
- 2017 : Crown Heights de Matt Ruskin
- 2022 : Bandit d'Allan Ungar
- 2026 : Ready or Not 2: Here I Come de Tyler Gillett et Matt Bettinelli-Olpin

## Voix francophones
En France, Antoine Tomé et Bernard Gabay sont les voix régulières de Nestor Carbonell.
En France
| - Bernard Gabay dans (les séries télévisées) : - Lost : Les Disparus - Psych : Enquêteur malgré lui - Person of Interest - Ray Donovan - The Morning Show - Shōgun (mini-série) - Antoine Tomé, dans (les séries télévisées) : - Susan! - Resurrection Blvd. - Cane - Ringer - Bates Motel - The Good Wife - Mathias Kozlowski dans (les séries télévisées) : - La Vie avant tout - Cold Case : Affaires classées - Franck Capillery dans : - The Dark Knight : Le Chevalier noir - The Dark Knight Rises | - Xavier Béja, dans (les séries télévisées) : - State of Affairs - Midnight, Texas Et aussi - Patrick Mancini dans Le Projet Laramie (téléfilm) - Emmanuel Garijo dans The Tick (série télévisée) - Guillaume Orsat dans Kim Possible (voix) - Bruno Choël dans Monk (série télévisée) - Edgar Givry dans Dr House (série télévisée) - Yann Guillemot dans Adieu Cuba - Roland Timsit dans Century City, (série télévisée) - Georges Caudron (*1952 - 2022) dans Commander in Chief (série télévisée) - Alexis Victor dans Day Break (série télévisée) - Constantin Pappas dans Killer Movie - Yann Pichon dans Imperium - Serge Faliu dans Bandit - Enrique Carballido dans Pulse (série télévisée) |

Au Québec